# Pollinisation vibratile

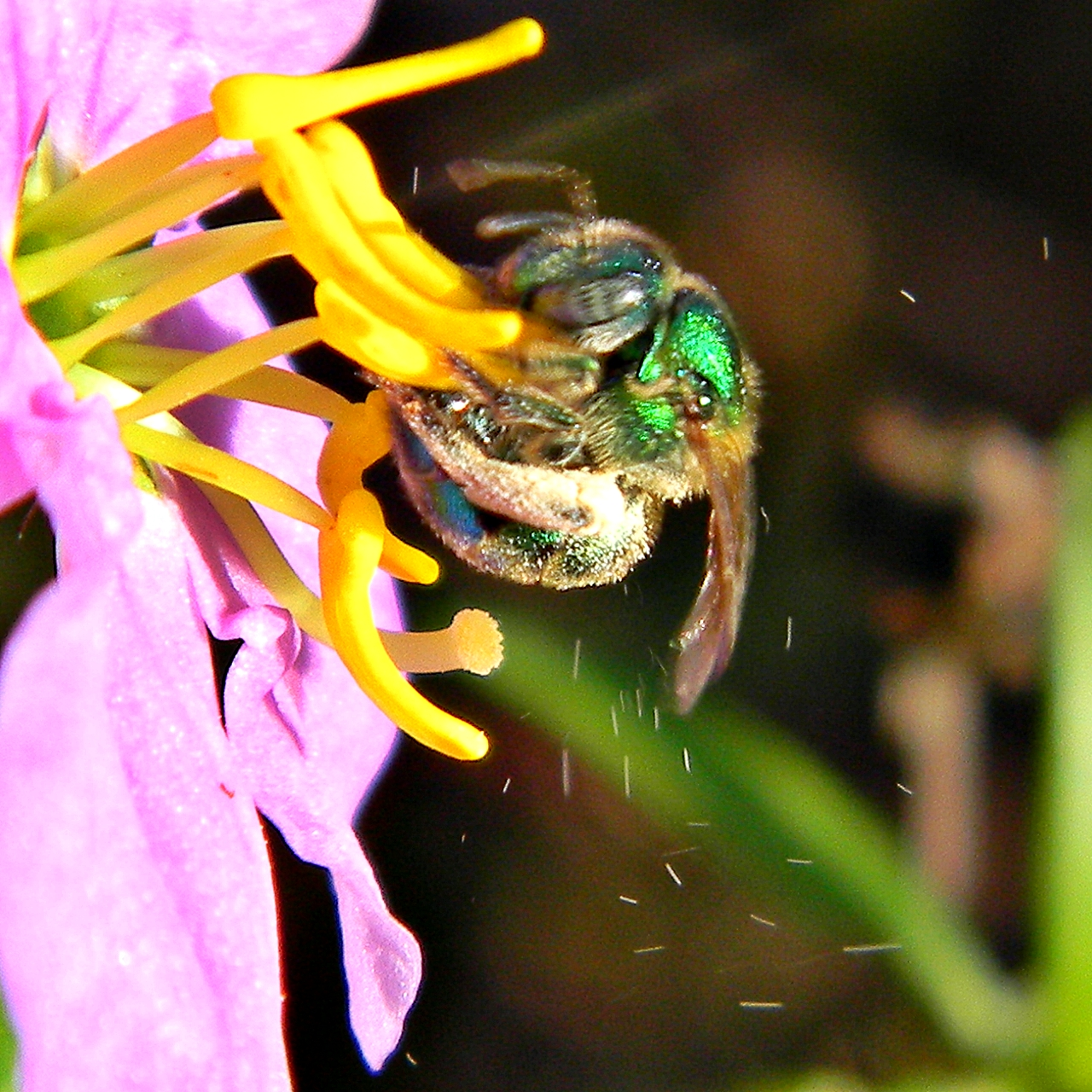
Une fleur de Rhexia bénéficie d'une pollinisation vibratile par une abeille solitaire de la famille des Halictidae.

La pollinisation vibratile, ou sonication (buzz pollination en anglais, « pollinisation par bourdonnement », en référence aux sons produits par les vibrations de l'insecte) est la technique de vibration employée par certains hyménoptères pour recueillir du pollen qui est plus ou moins fermement retenu par les anthères, ce qui a pour effet de rendre plus efficace la pollinisation. Chez les espèces de plantes concernées par ce type de pollinisation, l'anthère est généralement tubulaire, avec une ouverture à une seule extrémité, le pollen, aux grains lisses et fermement attachés, se trouvant à l'intérieur. Nombre de cultures d'importance (tomates, piments et myrtilles, pour n'en citer que quelques-unes) ont une pollinisation vibratile. Chez les plantes auto-fertiles, comme la tomate, le vent peut suffire à libérer le pollen à travers les pores de l'anthère et non les fentes de déhiscence, et accomplir la pollinisation. Le passage des abeilles peut aussi libérer un peu de pollen. Toutefois la pollinisation la plus efficace est le fait de quelques espèces spécialisées dans la pollinisation par vibrations.
Pour libérer le pollen, les bourdons et certaines espèces d'abeilles solitaires (anthophores), sont capables d'agripper les fleurs et de mouvoir rapidement les muscles du vol, faisant vibrer toute la fleur et les anthères, et déplaçant ainsi le pollen. Cette vibration résonnante constitue la  pollinisation vibratile.  Les abeilles à miel réalisent rarement ce type de pollinisation. Environ 8 % des fleurs dans le monde sont pollinisées d'abord de cette manière. Plus de 70 familles et environ 20 000 espèces de plantes à fleurs, sont pollinisées principalement par cette technique.

## Liste de plantes à pollinisation vibratile
Les plantes suivantes sont pollinisées de manière plus efficace par pollinisation vibratile :
- Toutes les plantes du genre Dodecatheon (gyroselles) ;
- De nombreuses espèces de la famille des Solanaceae :
  - de nombreuses espèces du genre Solanum,
    - aubergines,
    - pommes de terre,
    - tomates,
    - Solanum cinereum, buisson australien,

  - Hibbertia
  - Dianella.
- Certaines espèces du genre Vaccinium
  - myrtilles,
  - canneberge.
- Arctostaphylos (raisin d'ours)

## Techniques agricoles de pollinisation vibratile
Les tomates cultivées en serre sont improductives sans une aide à la pollinisation. Traditionnellement la pollinisation était assurée électriquement (vibrateurs électriques) ou mécaniquement par des ouvriers agricoles, mais cela entraînait des coûts de main d'œuvre et des risques de dommages aux plantes. Les producteurs en France ont demandé à l'INRA dès 1987 de mettre au point une méthode industrielle d'élevage de colonies de bourdons pollinisateurs, plus efficace et plus économique que la main d'œuvre. Les maraîchers nécessitant de disposer de colonies à tout moment de l'année, il a fallu développer l'élevage commercial de bourdons et modifier leur cycle de développement (rupture de la diapause hivernale d'une durée de 6 à 9 mois). 
En Australie, où les bourdons ne sont pas indigènes, et compte tenu d'un certain nombre de désastres environnementaux, largement médiatisés, consécutifs à l'introduction d'espèces allogènes, devenues par la suite envahissantes, la recherche en cours s'oriente vers l'utilisation d'espèces d'abeilles australiennes. Ces recherches se heurtent toutefois à la pression des importateurs potentiels de bourdons terrestres, qui préfèreraient employer ces insectes, sans tenir compte des risques, ni des possibilités de recours à une solution locale.

## Surbutinage
Un nombre trop important de bourdons dans l'élevage peut induire un surbutinage qui se traduit par un vibrage intensif de toutes les autres fleurs visitées, ce qui provoque des lésions des organes reproducteurs, entraînant une malformation notable des fruits voire un avortement, d'où un déficit en production (par exemple les fraises).